# Sylvain Beauchamp (cyclisme)
Pour les articles homonymes, voir Sylvain Beauchamp et Beauchamp.
Sylvain Beauchamp, né le 22 mars 1973 à Lachine au Québec,, est un coureur  cycliste canadien. Il évolue au niveau professionnel en 1999 et en 2000 au sein de l'équipe américaine Shaklee.

## Palmarès
- 1996
  - Prix de Douces
  - 3e du Souvenir Louison-Bobet
- 1998
  - Champion du Québec sur route[3]
- 1999
  - 1re et 4e étapes de l'Atlantic Cup
  - 2e étape du Tour of the Gila
  - 2e de l'Another Dam Race
  - 3e de la Fitchburg Longsjo Classic
  - 3e du championnat du Canada sur route
- 2000
  - 4e étape de la Redlands Bicycle Classic
  - Hotter'N Hell Hundred :
    - Classement général
    - 1re étape

  - 2e du Manayunk Wall Hill Climb